# Legnava
Legnava este o comună slovacă, aflată în districtul Stará Ľubovňa din regiunea Prešov. Localitatea se află la altitudinea de 449 m deasupra n.m., se întinde pe o suprafață de 8,53 km2 și în 2017 număra 104 locuitori.

## Istoric
Localitatea Legnava este atestată documentar din 1427.

## Demografie
| An:                | 1994 | 2004    | 2014    | 2024    |
| ------------------ | ---- | ------- | ------- | ------- |
| Număr de persoane: | 193  | 146     | 117     | 87      |
| Diferență:         |      | −24,35% | −19,86% | −25,64% |

| An:                | 2023 | 2024   |
| ------------------ | ---- | ------ |
| Număr de persoane: | 90   | 87     |
| Diferență:         |      | −3,33% |